# Qatar ExxonMobil Open 1994
Відкритий чемпіонат Катару 1994 (також відомий як Qatar ExxonMobil Open 1994 за назвою спонсора) — 2-й чоловічий тенісний турнір, який відбувся з 3 по 10 січня в місті Доха (Катар) на відкритих твердих кортах у Міжнародному центрі тенісу і сквошу Халіфа. Був одним зі змагань Світової серії як частини Туру IBM ATP 1994. Стефан Едберг виграв свій перший титул за рік і 39-й загалом у своїй кар'єрі.

## Переможці

### Одиночний розряд
Стефан Едберг —  Паул Гаргейс, 6–3, 6–2

### Парний розряд
Олів'є Делетр /  Стефан Сіміан —  Шелбі Кеннон /  Байрон Талбот, 6–3, 6–3
Шаблон:Тур ATP 1994
Шаблон:1994 у тенісі